# Амам кнеза Милоша у Београду
Амам кнеза Милоша у Београду, саграђен 1836. године. Проглашен је спомеником културе 1948. године.

## Историјат и архитектура
Амам кнеза Милоша подигнут је у време владавине самог кнеза, као мањи придворни амам. Иако је саграђен у време новонастале српске државе, амам је подигнут према принципима градње турске архитектуре, односно турских јавних купатила. Првобитно, он је представљао саставни део тадашњег дворског комплекса кнежевих синова Милана и Михаила Обреновића. Комплекс је касније служио потребама Министарства финансија. Од целог комплекса до данас сачуван је једино амам као приземна зграда са истуреном оџаклијом.
Претпоставља се да је објекат изведен према замисли Хаџи Николе Живковића, „дворског“ неимара кнеза Милоша, коме се приписују најзначајније грађевине у Београду из овог периода – Конак кнеза Милоша у Топчидеру и Конак кнегиње Љубице.
Објекат је конципиран као самостална грађевина, правоугаоне основе. И поред тога што димензије зграде нису велике, она има све саставне делове амама – шадрван (чекаоница и гардероба), капалук (просторија за одмор), халват (просторија за купање), хазну (резервоар за воду) и ћулхан (ложионица). Главна просторија, која је служила за купање и одмор, засведена је плитком куполом, изведеном концентричним постављањем опека. Посебан детаљ куполе и сводова представљају отвори за осветљење, покривени стакленим клобуцима.
Данас Амам кнеза Милоша служи као угоститељски објекат. Бројним интервенцијама у самом објекту, као и његовом непосредном окружењу, у великој мери је изгубљена аутентичност амама.